# Paul von Medem

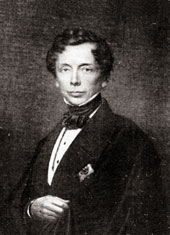
Paul von Medem

Paul Graf von Medem (* 9. Januar 1800 in Mitau; † 10. Januar 1854) war ein russischer Diplomat.

## Leben
Paul von Medem studierte ab 1818 an der Universität Berlin Rechtswissenschaften, wo er Mitglied des Corps Curonia Berlin wurde. Von 1819 bis 1820 setzte er sein Studium an der Universität Heidelberg fort. Dort schloss er sich dem Corps Curonia Heidelberg an. Nach Beendigung des Studiums trat er in den diplomatischen Dienst des Russischen Kaiserreichs ein. Zunächst als Botschaftsrat in Paris tätig, war er von 1834 bis 1835 russischer Geschäftsträger in London. Von 1840 bis 1841 war er russischer Gesandter in Stuttgart und Darmstadt. Nach einer Verwendung in Spezialmission in den Jahren 1841 bis 1848 war er von 1848 bis 1850 russischer Gesandter in Wien. Er wurde zum Geheimen Rat und Kammerherr ernannt.
Seit 1838 war er Besitzer des Rittergutes Elley in Kurland, das er als Majorat stiftete. Seine Eltern waren der Graf Christoph Johann Friedrich von Medem (1763–1838)  und dessen Ehefrau Gräfin Louise von der Pahlen (1778–1831). Seine Brüder waren der russische Diplomat Alexander von Medem und der kurländischer Kreismarschall und Landesbevollmächtigte Peter von Medem.